# 기타이 유키
기타이 유키(일본어: 北井 佑季, 1990년 1월 27일 ~ )는 일본의 전 축구 선수이다.

## 구단 경력
그는 2012년부터 2018년까지 J리그의 FC 마치다 젤비아, 마쓰모토 야마가 FC, 카탈레 도야마, SC 사가미하라에서 활동하였다.